# Championnat d'Espagne de rugby à XV 2022-2023
Navigation
División de Honor 2021-2022 División de Honor 2023-2024
Le championnat d'Espagne de rugby à XV 2022-2023, qui porte le nom de División de Honor 2022-2023 est une compétition de rugby à XV qui oppose les treize meilleurs des clubs espagnols.

## Participants
Les 13 équipes de la División de Honor sont :
| Barcelone Cisneros Burgos La Vila Les Abelles Ordizia El Salvador Santboiana Valladolid Gernika Sevilla Belenos Pozuelo |

| Équipe                                   | Stade                                                 | Capacité | Ville                 |
| ---------------------------------------- | ----------------------------------------------------- | -------- | --------------------- |
| Recoletas Burgos - Universidad de Burgos | Complejo Deportivo San Amaro                          | 1 000    | Burgos                |
| Ampo Ordizia RE                          | Estadio de Altamira                                   | 2 000    | Ordizia               |
| CR La Vila                               | Estadio El Pantano                                    | 3 000    | La Vila Joiosa        |
| Complutense Cisneros                     | Stade national Complutense                            | 12 400   | Madrid                |
| SilverStorm El Salvador                  | Stade Pepe-Rojo                                       | 5 000    | Valladolid            |
| Barça Rugbi                              | Ciudad Deportiva Municipal de Vall d'Hebron-Teixonera | 200      | Barcelone             |
| Grupo Intxausti Gernika RT               | Estadio Urbieta                                       | 1 500    | Gernika               |
| UE Santboiana                            | Estadi Baldiri Aleu                                   | 1 000    | Sant Boi de Llobregat |
| VRAC Quesos Entrepinares                 | Stade Pepe-Rojo                                       | 5 000    | Valladolid            |
| CP Les Abelles                           | Campo de rugby Jorde Diego Pantera                    | 500      | Valence               |
| Real Ciencias Enerside                   | Instalaciones deportivas de la Cartuja                | 3 000    | Séville               |
| Pasek Belenos RC                         | Estadio Santa Bárbara (es)                            | 3 000    | Avilés                |
| Pozuelo Rugby Unión                      | Campo de rugby Valle de las Cañas                     | 500      | Pozuelo de Alarcón    |

## Format de la compétition
À la suite de l'exclusion d'Alcobendas rugby, un barrage devait se tenir entre Gernika et Belenos. Mais en raison du faible délai à la suite du jugement d'exclusion d'Alcobendas, décision a été prise de maintenir Gernika et de promouvoir Belenos. Le format est donc adapté au nouveau nombre de formation : chaque équipe s'affronte à une reprise lors d'une première phase. Dans un deuxième temps, les six premiers et les sept derniers seront séparés en deux groupes de niveau. Les points accumulés lors de la première phase sont conservés, et les matchs se jouent dans le sens inverse de l'aller. Les six qualifiés du groupe A sont qualifiés pour les quarts de final, de même que les deux premiers du groupe B. Les équipes classées douze et treizième sont reléguées, tandis que la onzième joue un barrage contre le vice champion de División de Honor B.

### Classement de la première phase
| Rang | Club           | J  | V  | N | D  | Pm  | Pe  | Diff | Pts |
| ---- | -------------- | -- | -- | - | -- | --- | --- | ---- | --- |
| 1    | Valladolid     | 12 | 11 | 0 | 1  | 386 | 170 | +216 | 53  |
| 2    | Ciencias       | 12 | 10 | 0 | 2  | 481 | 192 | +289 | 49  |
| 3    | Burgos         | 12 | 10 | 0 | 2  | 502 | 245 | +257 | 47  |
| 4    | El Salvador    | 12 | 7  | 1 | 4  | 356 | 240 | +116 | 36  |
| 5    | Barcelone      | 12 | 7  | 0 | 5  | 406 | 288 | +118 | 34  |
| 6    | Santboiana (T) | 12 | 7  | 1 | 4  | 360 | 292 | +68  | 34  |
| 7    | Cisneros       | 12 | 7  | 0 | 5  | 271 | 262 | +9   | 33  |
| 8    | Ordizia        | 12 | 5  | 0 | 7  | 306 | 343 | -37  | 25  |
| 9    | Pozuelo (P)    | 12 | 5  | 0 | 7  | 337 | 405 | -68  | 23  |
| 10   | Belenos (P)    | 12 | 4  | 0 | 8  | 234 | 332 | -98  | 19  |
| 11   | Les Abelles    | 12 | 3  | 0 | 9  | 267 | 346 | -79  | 18  |
| 12   | Gernika        | 12 | 1  | 0 | 11 | 225 | 402 | -177 | 7   |
| 13   | La Vila        | 12 | 0  | 0 | 12 | 84  | 698 | -614 | 0   |

|  | Qualifié pour les phases finales (no 1, no 2, no 3, no 4, no 5, no 6). |
|  | T : tenant du titre 2022, P : promu 2022.                              |

Attribution des points : victoire sur tapis vert : 5, victoire : 4, match nul : 2, défaite : 0, forfait : -2 ; plus les bonus (offensif : 4 essais marqués ; défensif : défaite par 7 points d'écart ou moins).
Règles de classement : ?

### Classement de la deuxième phase

#### Poule A
| Rang | Club           | J  | V  | N | D | Pm  | Pe  | Diff | Pts |
| ---- | -------------- | -- | -- | - | - | --- | --- | ---- | --- |
| 1    | Valladolid     | 17 | 14 | 1 | 2 | 562 | 272 | +290 | 70  |
| 2    | Burgos         | 17 | 15 | 0 | 2 | 667 | 332 | +335 | 69  |
| 3    | Ciencias       | 17 | 13 | 1 | 3 | 635 | 287 | +348 | 66  |
| 4    | Santboiana (T) | 17 | 9  | 1 | 7 | 487 | 457 | +30  | 43  |
| 5    | Barcelone      | 17 | 8  | 0 | 9 | 518 | 484 | +34  | 38  |
| 6    | El Salvador    | 17 | 7  | 1 | 9 | 420 | 393 | +27  | 38  |

|  | Qualifié pour les phases finales (no 1, no 2, no 3, no 4, no 5, no 6). |
|  | T : tenant du titre 2022, P : promu 2022.                              |

Attribution des points : victoire sur tapis vert : 5, victoire : 4, match nul : 2, défaite : 0, forfait : -2 ; plus les bonus (offensif : 4 essais marqués ; défensif : défaite par 7 points d'écart ou moins).
Règles de classement : ?

#### Poule B
| Rang | Club        | J  | V  | N | D  | Pm  | Pe   | Diff  | Pts |
| ---- | ----------- | -- | -- | - | -- | --- | ---- | ----- | --- |
| 7    | Cisneros    | 18 | 12 | 0 | 6  | 550 | 392  | +158  | 56  |
| 8    | Ordizia     | 18 | 10 | 0 | 8  | 608 | 489  | +119  | 49  |
| 9    | Belenos (P) | 18 | 8  | 0 | 10 | 393 | 469  | -76   | 37  |
| 10   | Les Abelles | 18 | 7  | 0 | 11 | 476 | 466  | +10   | 36  |
| 11   | Pozuelo (P) | 18 | 6  | 0 | 12 | 528 | 573  | -45   | 31  |
| 12   | Gernika     | 18 | 3  | 0 | 15 | 353 | 582  | -229  | 17  |
| 13   | La Vila     | 18 | 0  | 0 | 18 | 131 | 1132 | -1001 | 0   |

|  | Qualifié pour les phases finales (no 1, no 2, no 3, no 4, no 5, no 6). |
|  | barrage de relégation (no 11).                                         |
|  | relégation (no 12).                                                    |
|  | T : tenant du titre 2022, P : promu 2022.                              |

Attribution des points : victoire sur tapis vert : 5, victoire : 4, match nul : 2, défaite : 0, forfait : -2 ; plus les bonus (offensif : 4 essais marqués ; défensif : défaite par 7 points d'écart ou moins).
Règles de classement : ?

### Phase finale

#### Matchs pour le titre
|  | Quarts de finale                         | Quarts de finale                         | Quarts de finale                         | Quarts de finale                         |                                          |                                          | Demi-finales | Demi-finales | Demi-finales | Demi-finales |  |  | Finale | Finale | Finale | Finale |
|  |                                          |                                          |                                          |                                          |                                          |                                          |              |              |              |              |  |  |        |        |        |        |
|  |                                          |                                          |                                          |                                          |                                          |                                          |              |              |              |              |  |  |        |        |        |        |
|  |                                          |                                          |                                          |                                          |                                          |                                          |              |              |              |              |  |  |        |        |        |        |
|  | VRAC Quesos Entrepinares                 | VRAC Quesos Entrepinares                 | 28                                       | 28                                       |                                          |                                          |              |              |              |              |  |  |        |        |        |        |
|  | VRAC Quesos Entrepinares                 | VRAC Quesos Entrepinares                 | 28                                       | 28                                       |                                          |                                          |              |              |              |              |  |  |        |        |        |        |
|  | Ampo Ordizia RE                          | Ampo Ordizia RE                          | 17                                       | 17                                       |                                          |                                          |              |              |              |              |  |  |        |        |        |        |
|  | Ampo Ordizia RE                          | Ampo Ordizia RE                          | 17                                       | 17                                       | VRAC Quesos Entrepinares                 | VRAC Quesos Entrepinares                 | 46           | 46           |              |              |  |  |        |        |        |        |
|  |                                          |                                          |                                          |                                          | VRAC Quesos Entrepinares                 | VRAC Quesos Entrepinares                 | 46           | 46           |              |              |  |  |        |        |        |        |
|  |                                          |                                          | UE Santboiana                            | UE Santboiana                            | 11                                       | 11                                       |              |              |              |              |  |  |        |        |        |        |
|  | UE Santboiana                            | UE Santboiana                            | UE Santboiana                            | UE Santboiana                            | 11                                       | 11                                       | 38           | 38           |              |              |  |  |        |        |        |        |
|  | UE Santboiana                            | UE Santboiana                            |                                          |                                          |                                          |                                          |              | 38           |              |              |  |  |        |        |        |        |
|  | Barça Rugbi                              | Barça Rugbi                              | 31                                       | 31                                       |                                          |                                          |              |              |              |              |  |  |        |        |        |        |
|  | Barça Rugbi                              | Barça Rugbi                              | 31                                       | 31                                       | VRAC Quesos Entrepinares                 | VRAC Quesos Entrepinares                 | 40           | 40           |              |              |  |  |        |        |        |        |
|  |                                          |                                          |                                          |                                          | VRAC Quesos Entrepinares                 | VRAC Quesos Entrepinares                 | 40           | 40           |              |              |  |  |        |        |        |        |
|  |                                          |                                          | Recoletas Burgos - Universidad de Burgos | Recoletas Burgos - Universidad de Burgos | 34                                       | 34                                       |              |              |              |              |  |  |        |        |        |        |
|  | Recoletas Burgos - Universidad de Burgos | Recoletas Burgos - Universidad de Burgos | Recoletas Burgos - Universidad de Burgos | Recoletas Burgos - Universidad de Burgos | 34                                       | 34                                       | 32           | 32           |              |              |  |  |        |        |        |        |
|  | Recoletas Burgos - Universidad de Burgos | Recoletas Burgos - Universidad de Burgos |                                          |                                          |                                          |                                          |              |              |              |              |  |  |        |        |        |        |
|  | Complutense Cisneros                     | Complutense Cisneros                     | 22                                       | 22                                       |                                          |                                          |              |              |              |              |  |  |        |        |        |        |
|  | Complutense Cisneros                     | Complutense Cisneros                     | 22                                       | 22                                       | Recoletas Burgos - Universidad de Burgos | Recoletas Burgos - Universidad de Burgos | 28           | 28           |              |              |  |  |        |        |        |        |
|  |                                          |                                          |                                          |                                          | Recoletas Burgos - Universidad de Burgos | Recoletas Burgos - Universidad de Burgos | 28           | 28           |              |              |  |  |        |        |        |        |
|  |                                          |                                          | Real Ciencias Enerside                   | Real Ciencias Enerside                   | 21                                       | 21                                       |              |              |              |              |  |  |        |        |        |        |
|  | Real Ciencias Enerside                   | Real Ciencias Enerside                   | Real Ciencias Enerside                   | Real Ciencias Enerside                   | 21                                       | 21                                       | 36           | 36           |              |              |  |  |        |        |        |        |
|  | Real Ciencias Enerside                   | Real Ciencias Enerside                   |                                          |                                          |                                          |                                          |              | 36           |              |              |  |  |        |        |        |        |
|  | SilverStorm El Salvador                  | SilverStorm El Salvador                  | 12                                       | 12                                       |                                          |                                          |              |              |              |              |  |  |        |        |        |        |
|  | SilverStorm El Salvador                  | SilverStorm El Salvador                  | 12                                       | 12                                       |                                          |                                          |              |              |              |              |  |  |        |        |        |        |
|  |                                          |                                          |                                          |                                          |                                          |                                          |              |              |              |              |  |  |        |        |        |        |

#### Résultats détaillés

##### Finale
| 3 juin 2023 19h00 | VRAC Quesos Entrepinares | 40 - 34 | Recoletas Burgos - Universidad de Burgos | Stade Pepe-Rojo, Valladolid Arbitre : Iñaki Muñoz |
| 3 juin 2023 19h00 | Essai(s) : Stringer (5e), Pottgieter 2 (42e, 93e), Moala (73e), Alonso (80e), Lainz (96e) Transformation(s) : Taibo 5 (6e, 43e, 74e, 94e, 97e) | Rapport | Essai(s) : Bay 2 (31e, 48e), Zabalegui (37e), Walker (75e), Rocaries (87e) Transformation(s) : Zabalegui 2 (32e), Carrió 2 (38e, 76e) Pénalité(s) : Carrió (98e) Carton(s) jaune(s) : Caini (80e), Cánepa (90e) | Stade Pepe-Rojo, Valladolid Arbitre : Iñaki Muñoz |
| 3 juin 2023 19h00 | | Rapport | | Stade Pepe-Rojo, Valladolid Arbitre : Iñaki Muñoz |

| Titulaires · Damián Huber 15 · Miguel Lainz 14 · Michael Stringer 13 · Baltazar Taibo 12 · Martiniano Cian 11 · Gregory Dyer 10 · Mauro Perotti 9 · Ewart Pottgieter 8 · George Stokes 7 · Marc Sánchez 6 · Sacha Casañas 5 · Ilaitia Gavidi 4 · Mauro Genco 3 · Pablo Miejimolle 2 · Raúl Calzón 1 · Remplaçants · Juan Ignacio Pérez 16 · Tsotne Tchumburidze 17 · Alberto Blanco 18 · Benjamin Wood 19 · Siosiua Moala 20 · Javier López 21 · Gabriel Vélez 22 · Alejandro Alonso 23 · |  | Titulaires · 15 Federico Casteglioni · 14 Facundo Lopez · 13 Pablo Rascon · 12 Juan Diego Zabalegui · 11 Nicolás Coronel · 10 Tomás Carrió · 9 Tani Bay · 8 Valentin Bustos · 7 Alejandro Suárez · 6 Rubén Sanz · 5 Johan Wagenaar · 4 Nicolas Walker · 3 Nestor Gramajo · 2 Agustin Gil · 1 Bernardo Vázquez · Remplaçants · 16 Ignacio Caini · 17 Alex Silvestre · 18 Franco Pechia · 19 Urko Zumeta · 20 Facundo Sacovechi · 21 Matias Nuñez · 22 Nicolas Rocaries · 23 Noah Cánepa · |

#### Barrage de promotion/relégation
Pozuelo rencontre le Mazabi Santander Independiente RC en match aller-retour. Pozuelo s'impose 73-25 à Santander, puis 97-21 à domicile. Pozuelo obtient ainsi son maintien en première division.